# Agnieszka Czopek
Agnieszka Ewa Czopek-Sadowska (Polinia, 1964) es una nadadora polaca retirada especializada en pruebas de cuatro estilos, donde consiguió ser medallista de bronce olímpica en 1980 en los 400 metros.

## Carrera deportiva
En los Juegos Olímpicos de Moscú 1980 ganó la medalla de bronce en los 400 metros estilos, con un tiempo de 4:48.17 segundos, tras la alemana Petra Schneider  que batió el récord del mundo con 4:36.29 segundos, y la británica Sharron Davies.
Y en el Campeonato europeo de Split 1981 ganó dos medallas de bronce: en 200 metros mariposa y 400 metros estilos.